# 三保村 (島根県)
三保村（みほむら）は、島根県那賀郡にあった村。現在の浜田市の一部にあたる。

## 地理
北部は日本海に面し、三隅川の下流域に位置していた。

## 歴史
- 1910年（明治43年）10月1日 - 那賀郡古市場村と西湊村が合併し三保村が新設された[2][3]。
- 1955年（昭和30年）4月1日 - 那賀郡三隅町、黒沢村、岡見村、三保村、井野村（一部、大字井野字羽原を除く）、大麻村（一部、字折居の一部・東平原の大部分）と合併して三隅町が存続して廃止された[2][3]。